# آنا جيرمان
آنا جيرمان (بالبولندية: Anna Wiktoria German-Tucholska)‏ (و. 1936 – 1982 م) هي مغنية، وملحنة من الاتحاد السوفيتي، وجمهورية بولندا الشعبية، وبولندا، ولدت في جرجانية، توفيت في وارسو، عن عمر يناهز 46 عاماً، بسبب سرطان العظام.

## التعليم
تعلمت في جامعة فروتسواف، في تخصص جيولوجيا (حتى يناير 1962).

## جوائز
حصلت على جوائز منها:
- نيشان بولونيا ريستيتوتا من رتبة فارس
- نيشان بولونيا ريستيتوتا
- الصليب الذهبي للاستحقاق ‏
- فنان الشعب لجمهورية روسيا السوفيتية الاتحادية الاشتراكية  [لغات أخرى]‏
- وسام صليب الاستحقاق البولندي [الإنجليزية]‏.

## وصلات خارجية
- آنا جيرمان على موقع IMDb (الإنجليزية)
- آنا جيرمان على موقع ميوزك برينز (الإنجليزية)
- آنا جيرمان على موقع أول ميوزيك (الإنجليزية)
- آنا جيرمان على موقع ديسكوغز (الإنجليزية)
- آنا جيرمان على موقع قاعدة بيانات الفيلم (الإنجليزية)
- آنا جيرمان على موقع كينوبويسك (الروسية)
- آنا جيرمان في قاعدة بيانات الأفلام على الإنترنت